# Anime and Game COLLECTION
『Anime and Game COLLECTION』（アニメ・アンド・ゲーム・コレクション）は、日本のロックバンド・Do As Infinityが2015年8月12日にavex traxから発売した1枚目の配信限定アルバムである。

## 内容
前作『BRAND NEW DAYS』から約6ヶ月ぶり、コンピレーションアルバムとしては前作『Do The Best "Great Supporters Selection"』『Do As Infinity Instrumental Collection "MINUS V"』から9年5ヶ月ぶりの作品にして、初の配信限定アルバム。
既発作品の中からアニメとゲーム関連のタイアップに起用された楽曲を選曲して収録されている。また、日本だけでなく北アメリカとアジアでも同時配信された。

## 収録曲
1. 深い森 [4:03]
10thシングルの表題曲。
2. 遠くまで [4:27]
8thシングルの表題曲。
3. under the sun [4:04]
両A面シングルからなる13thシングルの表題1曲目。
4. 最後のGAME [3:28]
7thアルバムの収録曲。
5. 夜鷹の夢 [4:49]
6thアルバムの収録曲。
6. Mysterious Magic [2:43]
28thシングルの表題曲。
7. 真実の詩 [4:14]
14thシングルの表題曲。
8. 黄昏 [4:58]
26thシングルの表題曲。
9. 誓い [4:23]
24thシングルの表題曲。
10. 君がいない未来 [4:18]
22ndシングルの表題曲。
11. 本日ハ晴天ナリ [3:14]
16thシングルの表題曲。
12. believe in you [3:30]
3rdベストアルバムの収録曲。
13. TAO [4:37]
20thシングルの表題曲。